# Co Breman

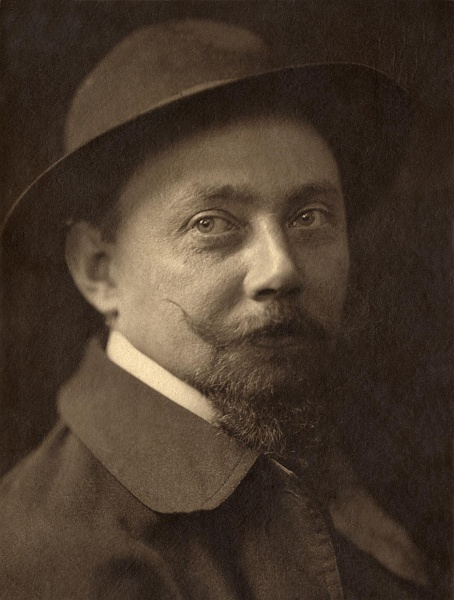
Co Breman, ca. 1895

Ahazueros Jacobus 'Co' Breman (Zwolle, 7 december 1865 – Laren, 18 november 1938) was een Nederlands kunstschilder. Hij wordt gerekend tot de Larense School en werkte vooral in de stijl van het pointillisme en het luminisme.

## Leven en werk
Breman was de zoon van Everarda Elsebé Meuleman en Willem Frederik Breman, die in Zwolle een timmerfabriek en een smederij had. Hij had vijf broers en zusters, onder wie Evert Breman, de latere stadsarchitect van Amsterdam. Nadat zijn vader in 1875 overleed kwam hij onder de hoede van voogden, die hem stimuleerden om voor een artistiek beroep te kiezen. Hij ging naar de schilder- en tekenschool van Jan Derk Huibers te Zwolle en haalde een lerarenakte in tekenen. Rond 1889 ging hij naar Brussel waar hij ging werken in decoratieateliers en studeerde aan de Academie Royal des Beaux Arts, samen met Douwe Komter. In 1893 ging hij een tijdje naar Parijs. In het begin van zijn carrière deed hij veel decoratiewerk.
Via Amsterdam, waar hij lid werd van het Sint-Lucasgilde en Arti et Amicitiae, trok Breman in 1897 naar Het Gooi, aangetrokken door de enthousiaste verhalen van schildersvrienden die daar werkten. Samen met Derk Meeles, Elias Stark en Douwe Komter, huurde hij daar de "Oude Brouwerij" in Blaricum. Ze leidden er een vrolijk en zorgeloos bohemienleven, werkten hard, maar stonden ook bekend om hun bijzondere artiestenfeesten. Twee jaar later huurde Breman een boerenhuisje (naast de boerderij van 'Mie Tak'), waar de eet- en drinkpartijen trouwens gewoon doorgingen. Breman en zijn vrienden behoorden ook tot de vaste bezoekers van het 'Kroegje' van Jan Hamdorff, dat uitgroeide tot een soort van kunstenaarscafé.
Vanaf zijn verblijf in Het Gooi zou Breman zich steeds meer op de vrije schilderkunst toeleggen. Zijn werk viel op door de heldere kleuren en de zonnige effecten, met veel aandacht voor de compositie. Hij schilderde vooral landschappen, boerderijen, kleurrijke interieurs en figuren. Samen met Ferdinand Hart Nibbrig werkte hij als een van de eerste schilders in Nederland in de pointillistische techniek.
Breman exposeerde zijn werken regelmatig op de tentoonstellingen van 'De Tien', de Gooise schildersclub waarvan hij secretaris werd. Ook exposeerde hij in het buitenland, onder andere Madrid, Berlijn, Londen, San Francisco en Glasgow. Hij verkocht zijn werk steeds makkelijk, soms met grote partijen tegelijk aan handelaren.
Breman woonde vanaf 1913 in Laren met zijn vrouw Lizzy Schouten, die eveneens schilderde en met wie hij een dochter had, Everarda Elsebé. Hij stierf op 18 november 1938, bijna 73 jaar oud. Van 1921 tot aan zijn dood was hij voorzitter van de Kunstenaarsvereniging Laren-Blaricum. Ter nagedachtenis is er in Laren een 'Co Bremanlaan' naar hem genoemd. Zijn werk is onder andere te zien in het Frans Hals Museum te Haarlem, het Dordrechts Museum, het Singer Museum te Laren, maar ook in buitenlandse musea is hij vertegenwoordigd.

## Galerij

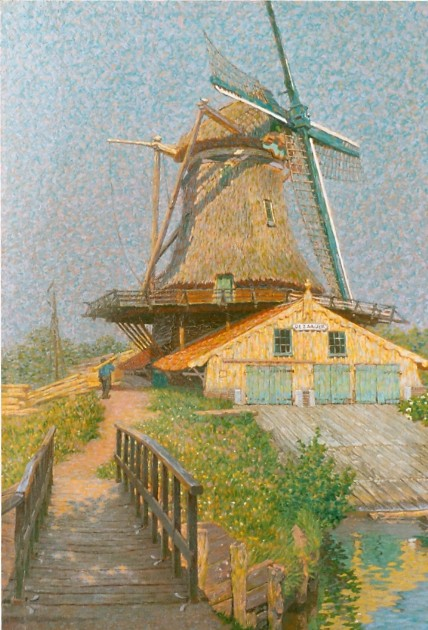
Houtzaagmolen
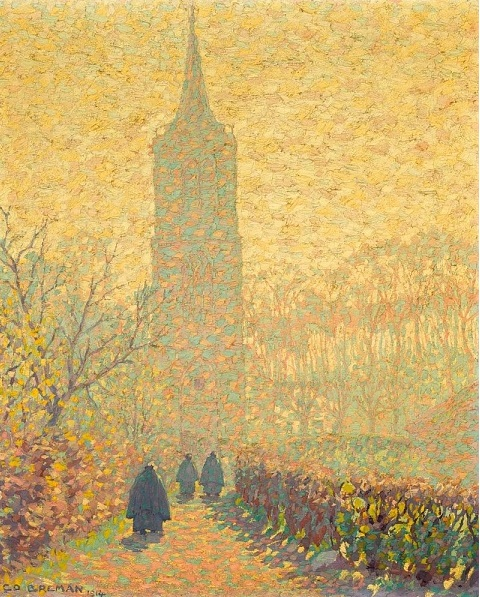
Palmzondag, Laren
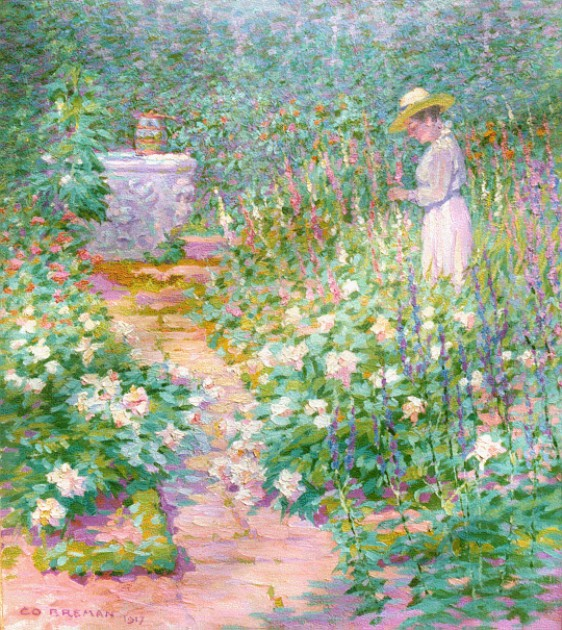
In den tuin
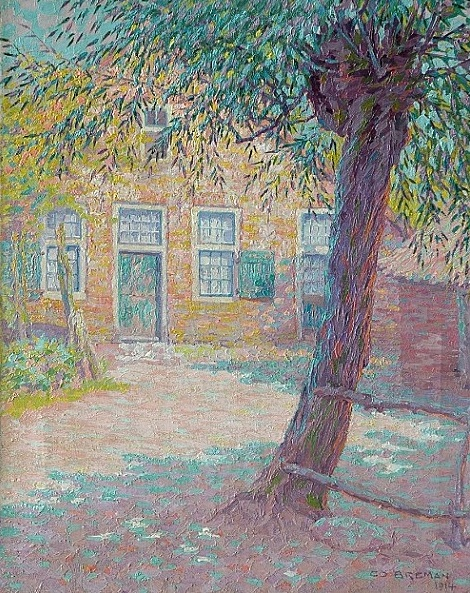
Zonnige gevel in Laren
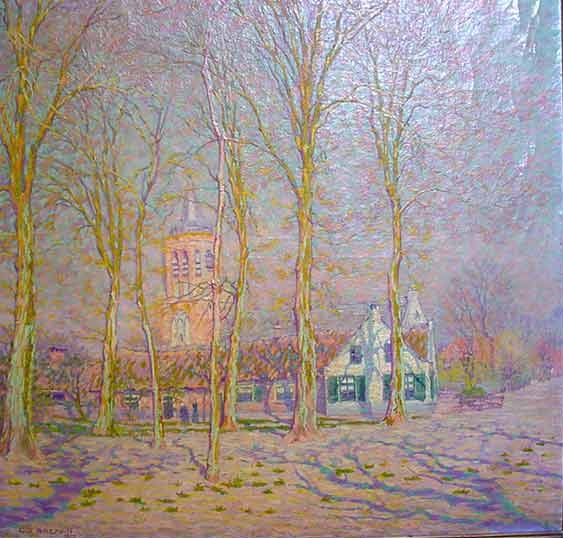
Brink, Laren
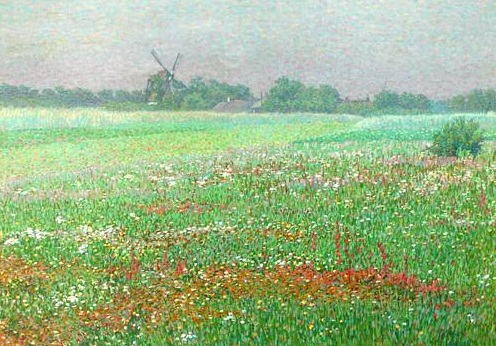
Bloemenweide
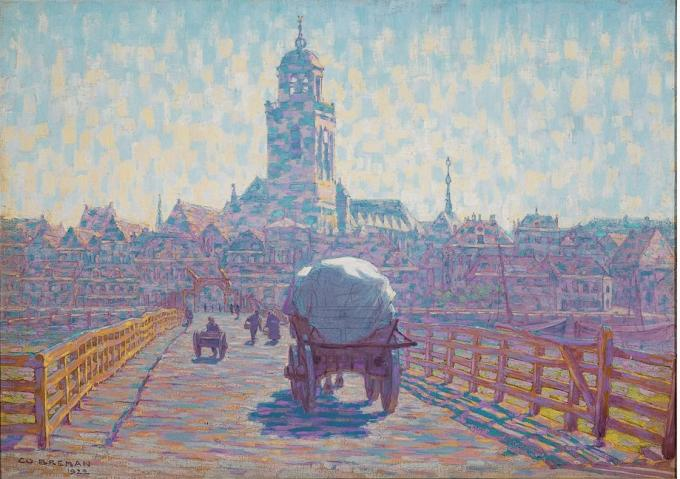
Gezicht op Deventer
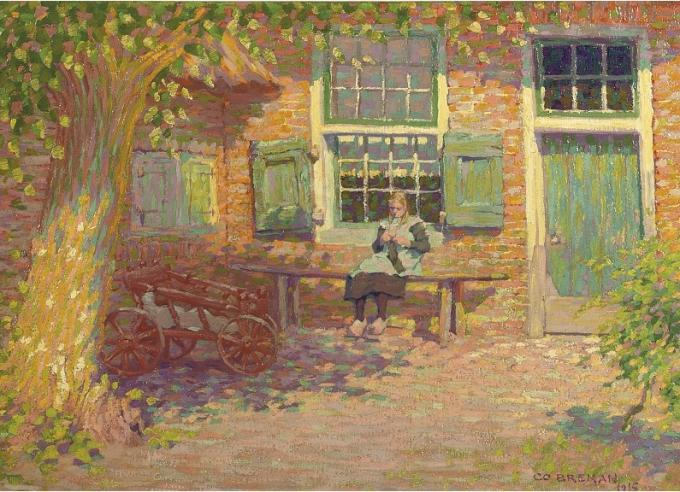
Meisje voor een boerderij in Het Gooi
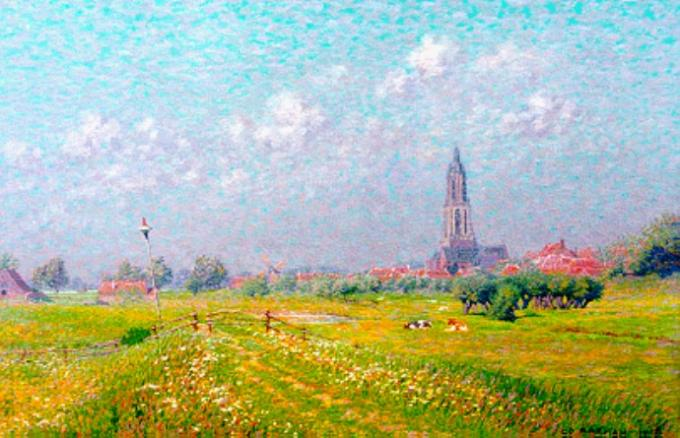
Voorjaarsmorgen, gezicht op Rhenen
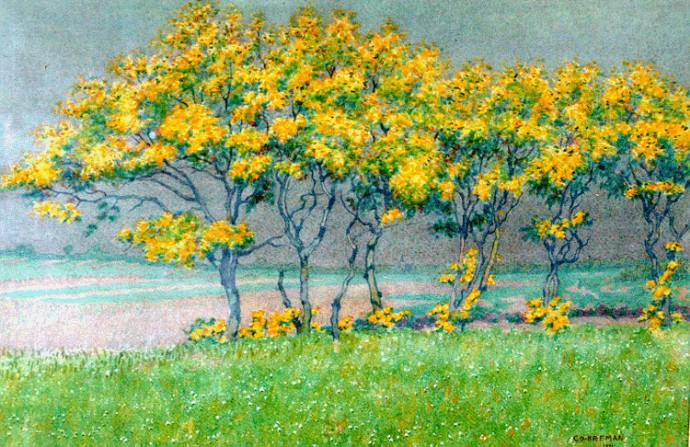
Bomen bij Blaricum